# Skrivena Luka
Skrivena Luka är en vik i Kroatien. Den ligger i den södra delen av landet, 300 km söder om huvudstaden Zagreb.